# Rudolf Steinle
Rudolf Steinle (* 31. August 1911 in Ottweiler; † 12. August 1941 bei Terebez) war ein deutscher SA-Führer. Steinle gilt als der Mörder des Hellsehers Erik Jan Hanussen.

## Leben und Wirken
Steinle wurde 1911 als zweiter Sohn des Konditormeisters Hans Steinle und der Lina Müller geboren. Von 1917 bis 1925 besuchte er die Mittelschule in Wiesbaden. Anschließend absolvierte er eine dreijährige kaufmännische Lehre im Eisengroßhandel bei der Firma Josef Hupfeld GmbH in Wiesbaden. Ergänzend dazu wurde er an der städtischen Handelsschule unterrichtet.
Nachdem Steinle, eigenen Angaben zufolge, bereits seit 1927 der Hitlerjugend (HJ) angehört hatte, nahm er im August 1929 am Reichsparteitag der NSDAP teil. Zur selben Zeit verließ er sein Elternhaus gegen den Willen der Eltern, da diese seine Annäherung an den Nationalsozialismus ablehnten. Mit Aufnahmedatum vom 1. September 1929 trat Steinle in die NSDAP (Mitgliedsnummer 153.876) und in ihren Kampfverband, die Sturmabteilung (SA) ein.
In den folgenden Jahren war Steinle im Gau Groß-Berlin aktiv. Im Februar 1931 wurde er einem selbstverfassten Lebenslauf zufolge auf Befehl des damaligen SA-Chefs in Berlin, dem Hitler abtrünnigen Walther Stennes, aus der SA ausgeschlossen und im April 1931, nachdem der Stennes-Putsch gegen Hitler gescheitert war, wieder aufgenommen.
Von April bis Juli 1931 musste Steinle eine dreieinhalbmonatige Haftstrafe verbüßen. Kurz nach seiner Freilassung wurde er im August 1931 zum Stab der von Karl Ernst geführten SA-Untergruppe Berlin-Ost kommandiert. Später wurde er von der neugegründeten SA-Gruppe Berlin-Brandenburg übernommen. Von dieser wurde er im April 1933 als SA-Obersturmführer zur aktiven Formation versetzt.

### Teilnahme an der Ermordung Erik Jan Hanussens (März 1933)
Im März 1933 wurde Steinle nach eigenem Eingeständnis von Karl Ernst damit beauftragt, den berühmten Berliner Hellseher Erik Jan Hanussen zu erschießen, bei dem Ernst und andere SA-Führer Schulden hatten und der zudem wegen seiner Kenntnisse von NS-Interna, die ihm durch seine frühere Freundschaft mit Ernst und anderen SA-Chargen bekannt geworden waren, sowie seiner kurzfristig bekannt gewordenen für seine nationalsozialistischen Freunde kompromittierenden jüdischen Abstammung unliebsam geworden war. Die Details der Ermordung Hanussens sind nicht geklärt. Fest steht jedoch, dass ein Kommando aus Steinle, dem ihm vorgesetzten Wilhelm Ohst und Kurt Egger, Hanussen am 17. März in dessen Berliner Wohnung verhaftete. Anschließend brachten sie ihn wahrscheinlich in das SA-Gefängnis Papestraße. Kurz darauf wurde Hanussen erschossen. Steinle gab in einem Brief vom 25. Juli 1933 explizit zu, dass er die Erschießung des Hellsehers persönlich durchführte. Er habe, so schrieb er, von Karl Ernst, eventuell mit Wilhelm Ohst als Befehlsvermittler, den „Befehl [erhalten], den Hellseher Hanussen zu erschießen. Ich bin diesem Befehl […] nachgekommen und habe den Juden Steinschneider [= Hanussen] auf der Chaussee zwischen Zossen und Baruth erschossen.“ Die Leiche des Hellsehers wurde anschließend in einem Berliner Waldgebiet deponiert.

### Weiteres Leben im NS-Staat
Im weiteren Verlauf des Jahres 1933 wurde Steinle als hauptamtlicher Kriminalassistentenanwärter beim Geheimen Staatspolizeiamt angestellt. Im August 1934 schied er jedoch im Anschluss an die Röhm-Affäre auf eigenen Wunsch aus der SA und der Polizei aus. Ein SA-Disziplinarverfahren, das gegen Steinle wegen seiner Beziehung zu Karl Ernst im Sommer 1934 eingeleitet worden war und feststellen sollte, ob er in seiner Zusammenarbeit mit dem zwischenzeitlich im Zuge der Säuberungswelle vom Sommer 1934 erschossenen Berliner SA-Chef Verfehlungen begangen hatte, wurde am 11. Dezember 1934 auf Beschluss des SA-Sondergerichts mit der Begründung eingestellt, dass es aufgrund seines im Oktober 1934 erfolgten Ausscheidens aus der SA gegenstandslos geworden sei.
Danach trat Steinle im Oktober als SS-Scharführer in die Leibstandarte SS Adolf Hitler ein, der er knapp ein Jahr bis zum September 1935 angehörte. Im November 1935 trat Steinle in das Gauamt NSV Kurmark ein, in dem er als Gaustellenleiter im hauptamtlichen Parteidienst angestellt wurde. Vom 21. September bis zum 13. Oktober 1936 nahm er am 11. Lehrgang in der Reichsschule der NSDAP Hauptamt für Volkswohlfahrt in Blumberg bei Berlin teil. Sein damaliger Schulleiter beurteilte ihn: „seine hervorragende rednerische und schulische Begabung lassen, wenn er sich dauernd in straffe Selbstzucht nimmt, noch viel von ihm erwarten.“
1936 war Steinle wohnhaft in der Pestalozzistraße 100 in Berlin-Charlottenburg. Am 25. September 1937 heiratete er mit Genehmigung des Rasse- und Siedlungshauptamtes der SS Margot Marie Olga Wedel, mit der er seit dem 17. Dezember 1936 verlobt war. Details über sein späteres Leben fehlen.
1941 nahm Steinle als Soldat am Russlandfeldzug teil. Er starb am 12. August 1941 als Oberleutnant einer Panzerjägerabteilung bei Kampfhandlungen bei Terebez (Oblast Nowgorod).

## Nachlass
Im Bundesarchiv Berlin haben sich Personalunterlagen zu Steinle erhalten. Namentlich finden sich im Bestand des ehemaligen BDC eine RS-Akte (Mikrofilm F 5511, Bilder 1569) eine SA-Akte (SA-Mikrofilm 254-B, Bild 522) und eine SA-P-Akte (SA-P-Mikrofilm D 265, Bilder 2827 bis 2912) zu Steinle. Hinzu kommt eine Personalakte der NS-Volkswohlfahrt (NS 37/3176).